# ノーススター・コンピューターズ

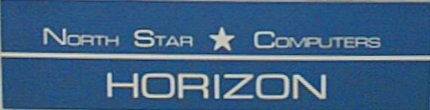
ノーススター・ホライズンの前面に掲げられたロゴ

ノーススター・コンピューターズ（North Star Computers Inc.）は、かつてアメリカ合衆国にあったマイクロコンピュータメーカーである。カリフォルニア州バークレーに拠点を置き、1976年8月から1984年まで存在した。
元々はIMSAI社製コンピュータの通信販売事業を行っていたが、自社製品の開発も行うようになり、すぐに初期のマイクロコンピュータ市場の主要企業へと発展した。最初はS-100バスマシン用の低価格のフロッピーディスクシステムから参入し、後にはS-100バスコンピュータ本体を開発した。ノーススター社のコンピュータは、CP/Mやノーススター独自のOSであるNSDOSが実行できた。また、BASICの方言であるノーススターBASICも開発した。その後、MS-DOSを実行できるデュアルCPUマシンや、DOSやNovell NetWareを実行するサーバーバージョンなど、ラインナップを拡大していった。
当初は事業に成功していたが、ハードセクタリングのフロッピードライブの販売に固執していたため、ソフトウェアをノーススターのマシンに移植するのが困難になっていた。オズボーンやケイプロのようなディスプレイ（およびソフトセクタドライブ）内蔵の安価なCP/Mコンピュータが発売される頃には、ハードセクタはもはや業界では重要な要素ではなくなっていた。PC市場が成長している中でノーススター社の売上は鈍化し、1984年に解散した。

## 歴史
1976年6月、マーク・グリーンバーグ(Mark Greenberg)とチャールズ・グラント(Charles Grant)がバークレーで、ケンタッキー・フライド・コンピュータ(Kentucky Fried Computer)の社名でIMSAI社製コンピュータの小売販売と通信販売を行う会社を設立した。その後、ケンタッキー・フライド・チキンから訴訟を起こされたため、社名を変更した。

### FPB
ノーススター社の最初の製品は、8080マシン向けの浮動小数点コプロセッサを実装したS-100バスカードFloating Point Board,（浮動小数点ボード、FPB）だった。その後同社は、RAMボードやZ80Aプロセッサカードをラインナップに加えた。

### Micro-Disk System (1976)
ノーススター社の次の製品は、シュガートアソシエイツ社製のSA-400メカニズムをベースにした、89kBの容量を持つ5インチハードセクタ付きフロッピーディスクシステム・Micro-Disk System(MDS)だった。これにはS-100バスコントローラとブートストラップコードを含むROMが同梱され、North Star DOSとNorth Star BASICがバンドルされていた。MDSは699ドルで、S-100バスマシンに接続することができ、一般的なホビイスト向けの手頃な価格の初期のディスクシステムの1つだった。それまで起動時には、フロントパネルのスイッチを使って手動でローダプログラムを入力する必要があったものが、このシステムを実装することで、アドレススイッチでランアドレスをE800に設定してRUNスイッチを入れるだけの簡単なものになった。
ノーススターは後にディスクドライブを改良し、180kBの倍密度ディスク、その後には360kBのストレージを持つ両面倍密度ディスクに対応した。しかし、倍密度の製品の発売を事前に告知したところ、それまでの片面単密度モデルの製品は売れなくなってしまい、突然の赤字で同社は倒産しそうになった。これは、オズボーン効果が作用した例である。

### North Star Horizon (1977)
Horizon（ホライズン）は、8ビットのZ80Aベースのコンピュータで、通常16KB - 64KBのRAMを搭載していた。片面単密度または倍密度のハードセクタのフロッピーディスクドライブを1基または2基（追加で最大2基の外付けが可能）を搭載しており、端末やプリンタに接続するためのシリアルインターフェイスを備えていた。CP/M、またはノーススター独自のNSDOSが実行できた。また、他のシステムでは別のS-100カードが必要となる多くのチップをすでにマザーボードに搭載しており、最小限のセットアップで「箱から出してすぐに」操作できるようになっている。
Horizonは1977年11月に発表された。ドライブを内蔵した初期のシステムの一つである。筐体には最大12枚のS-100カードを収納することができ、そのうちのいくつかはメモリーカード用として使用された。フロッピードライブ1台のキットは1599ドル、組み立て済み製品は1899ドルだった。2台のドライブを搭載したキットの価格は1999ドルで、組み立て済み製品は2349ドルだった。
初期の製品は一部に木を使った筐体を使用し、"NorthStar"と社名が入ったプレートが貼られていた。後に、全て金属製の筐体となり、社名の表示は（このページ最上部の画像のように）"North Star"と単語を分けて表示するようになった。

### North Star Advantage (1982)
Advantage（アドバンテージ）は、4MHzのZ80Aベースのコンピュータで、64KBのユーザRAMと16KBのグラフィックRAMを搭載していた。片面倍密度の180KBのフロッピーディスク（ハードセクタ）ドライブ2基と、オプションで5MBのウィンチェスターディスクを使用していた。Advantageは640×240のグラフィックス機能を有することで知られており、4つのデモプログラムがバンドルされて販売された。その中には、アーケードゲームのQIXを彷彿とさせる、線のパターンをプロットして計算するものがあった。また、Advantageには、MS-DOS 1.0を動作させる8088コプロセッサボードもオプションで用意されていた。
Advantageが発売された頃、ノーススター社はオフィス、工場、倉庫をカリフォルニア州サンレアンドロのカタリナ通り14440番地に移転した。

### North Star Dimension (1984)
Dimension（ディメンション）は、サーバ用コンピュータであり、ノーススター社初の完全IBM PC互換製品である。サーバは80186チップをベースにして、複数の画面を採用し、各画面はサーバに搭載されたIBM PC互換の8086ベースのスロットカードに接続されていた。画面とキーボードは、サーバ内のワークステーションカードに接続されていた。この製品はMS-DOSがインストールされた状態で出荷され、オプションでNovell NetWareも利用可能でだった。
この製品は、ノーススター社のそれ以前の製品のような成功を享受することはできず、ノーススター社最後の製品となった。